# Архипов, Вадим Викторович
Вади́м Ви́кторович Архи́пов (род. 3 июня 1972, Урай, Тюменская область) — российский дзюдоист, чемпион и призёр чемпионатов России, призёр командного чемпионата Европы, мастер спорта России международного класса. Выпускник Тюменского юридического института МВД РФ 1997 года. С 2009 года является начальником Управления по физической культуре, спорту и туризму администрации города Урая.

## Спортивные результаты
- Чемпионат России по дзюдо 1996 года — ;
- Чемпионат России по дзюдо 1997 года — ;
- Чемпионат России по дзюдо 1998 года — ;
- Чемпионат России по дзюдо 1999 года — ;
- Чемпионат Европы по дзюдо (команда) 1997 года — ;
- Чемпионат Европы по дзюдо (команда) 1999 года — ;